# Brigantiaea microcarpa
Brigantiaea microcarpa är en lavart som först beskrevs av Räsänen, och fick sitt nu gällande namn av Hafellner. Brigantiaea microcarpa ingår i släktet Brigantiaea och familjen Brigantiaeaceae.   Inga underarter finns listade i Catalogue of Life.